# Fraternidad Sacerdotal San Pedro
La  Fraternidad Sacerdotal San Pedro (Latín: Fraternitas Sacerdotalis Sancti Petri; abreviado: F.S.S.P.) es una Sociedad de vida apostólica para sacerdotes y seminaristas en plena comunión con la Santa Sede. Uno de sus mayores distintivos es la celebración exclusiva por su parte de los sacramentos según la liturgia tradicional de Rito Romano.

## Historia
La Hermandad Sacerdotal de San Pedro surge en el contexto de las consagraciones de Ecône, en las que el obispo Marcel Lefebvre consagró cuatro obispos sin el permiso del Papa, lo que supuso su excomunión y la de los nuevos obispos. Doce sacerdotes y veinte seminaristas pertenecientes a la Fraternidad San Pio X de monseñor Lefebvre, en desacuerdo con las consagraciones y dirigidos por el padre Josef Bisig, fundaron la nueva hermandad en la Abadía de Hauterive el 18 de julio de 1988, siendo finalmente aprobados como sociedad de vida apostólica el 18 de octubre del mismo año gracias a la intervención del por entonces cardenal Ratzinger.
El padre Bisig dirigió la hermandad como superior general durante 12 años para servir posteriormente de rector en el seminario estadounidense de la hermandad. A principios del tercer milenio, surgió en la hermandad una polémica sobre si los miembros podían ser obligados a celebrar y concelebrar conforme al misal de Pablo VI o debían celebrar únicamente la forma tradicional. A fin de eliminar las divisiones de dentro de la hermandad, el cardenal Darío Castrillón Hoyos, presidente de la Comisión Ecclesia Dei, tomó la controvertida medida de elegir directamente como nuevo superior general al padre Arnaud Devillers. Seis años más tarde el Capítulo General escogió al estadounidense John Berg como superior, dando fin así a la controversia. El padre Berg dirigió la hermandad durante 12 años hasta que fue sustituido en 2018 por el polaco Andrzej Komorowski.

## Estatus canónico y carisma
La Hermandad Sacerdotal de San Pedro fue erigida como Sociedad de Vida Apostólica de derecho pontificio. Al contrario que los institutos de vida consagrada, los sacerdotes de la hermandad no hacen votos religiosos sino que se les aplica las mismas normas de celibato y obediencia que el clero secular y además hacen un juramento como miembros de la hermandad. Por tanto, los sacerdotes de la F.S.S.P. obedecen a su superior en cuestiones de vida interna y disciplina de la Hermandad y al obispo diocesano en otras cuestiones relacionadas con el apostolado donde han sido asignados, de forma similar a los sacerdotes de las órdenes de los jesuitas o los dominicos.
Su carisma es doble:
- La formación y santificación del sacerdote en el cuadro de la liturgia tradicional de rito Romano. Esto es, mediante el uso de los libros litúrgicos en vigor en el año 1962.[8]
- La acción pastoral de los sacerdotes al servicio de la Iglesia mediante la predicación del Evangelio, el catecismo, la educación de los jóvenes, la organización de peregrinajes y de ejercicios espirituales.

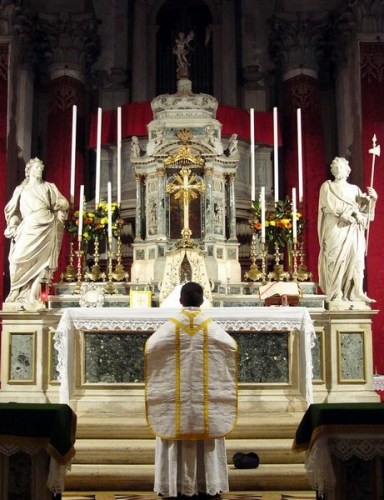
Misa celebrada por un sacerdote FSSP en la Iglesia de San Simeone Piccolo en Venecia, Italia

## Organización y presencia
A inicios de noviembre de 2023, la Hermandad contaba con 569 miembros, de los cuales 368 eran sacerdotes, 22 diáconos y 179 seminaristas, sirviendo en 146 diócesis de países como Australia, Bélgica, Canadá, Colombia, Alemania, España, Finlandia, Francia, Reino Unido, Italia, México, Países Bajos, Nueva Zelanda, Nigeria, Austria, Polonia, Suiza o Estados Unidos. De los 250 lugares de culto que atendían, 47 eran parroquias personales. La Hermandad está dirigida por un superior general elegido cada seis años y se organiza en tres distritos:

## Distrito de América del Norte
La FSSP está presente en 41 diócesis en los Estados Unidos y 8 en Canadá. De 2008 a 2015, el padre Eric Flood fue el superior de distrito de América del Norte. En julio de 2015, le sucedió el padre Gerard Saguto. El padre Michael Stinson se ha desempeñado como Superior de distrito desde 2018.  La sede del distrito de América del Norte se encuentra en South Abington, Pensilvania.

##### Canadá
El FSSP está presente en ocho diócesis canadienses en las provincias de Alberta, Columbia Británica, Ontario y Quebec. Estas diócesis son las de Calgary, Edmonton, Montreal, Ottawa, Quebec, Saint Catharines y Vancouver.

##### Estados Unidos
El FSSP está presente en 41 diócesis de los Estados Unidos en los estados de Arizona, Arkansas, California, Colorado, Dakota del Sur, Florida, Georgia, Idaho, Illinois, Indiana, Kentucky, Minnesota, Nebraska, Nueva Jersey, Oklahoma, Ohio, Pensilvania, Texas, Virginia y Washington.

## Distrito de Francia

### El apostolado de la FSSP en Perpignan

#### Historia
Los primeros apostolados de la FSSP en Francia se crearon en septiembre de 1988 con el padre Denis Coiffet como primer superior de distrito.
Las primeras comunidades se establecieron en Fontainebleau, Lyon, Narbonne, Perpiñán y Versalles y, posteriormente, en París , Estrasburgo , Besançon y Saint-Étienne. 
La primera ordenación sacerdotal conferida en una iglesia servida por la hermandad y según la forma tridentina del rito romano tuvo lugar el 29 de junio de 1993 y celebrado por el cardenal Albert Decourtray , arzobispo de Lyon . [árbitro. necesario]

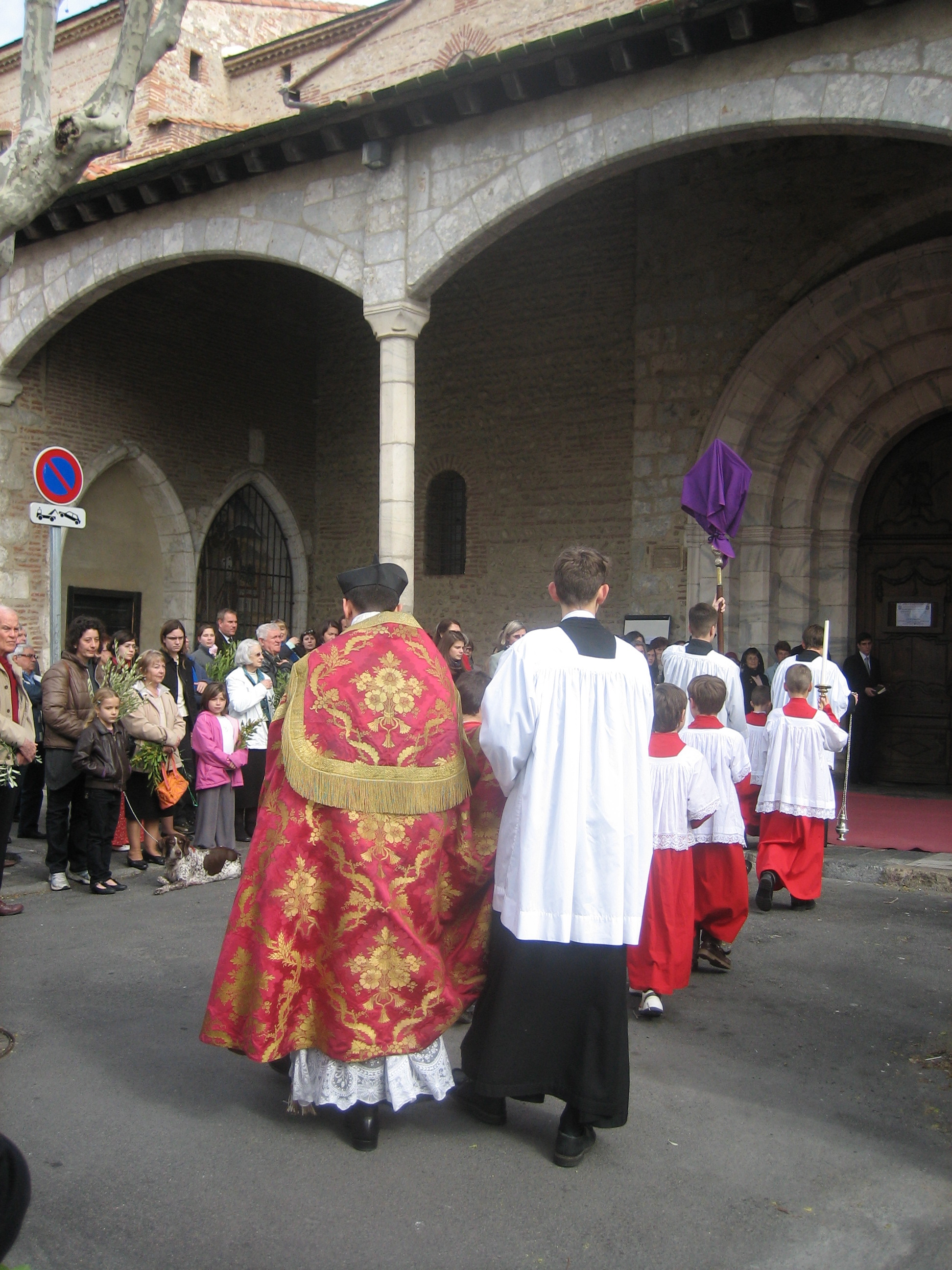
El apostolado de la FSSP en Perpignan

A continuación, la FSSP se estableció en Nantes, Épinal, Périgueux y Le Mans. En 2000 , el padre Xavier Garban se convirtió en el superior de distrito. Bajo su dirección, la hermandad se establece en Dijon, Toulon, Montélimar, Chesnay, Belfort y Burdeos.
En septiembre de 2006, el Padre Vincent Ribeton fue nombrado Superior de Distrito. Bajo su dirección, la hermandad se estableció en Tarbes y Mâcon, luego en Lons, Caen, Tours, Bourges, Meaux, Valence, Annecy y Lourdes.
En septiembre de 2014, la oficina de distrito de FSSP en Francia, hasta entonces ubicada en Brannay, fue transferida a Bourges.
En julio de 2015 , el padre Benoît Paul-Joseph se convirtió en el superior de distrito que administra los apostolados de Francia y la Bélgica francófona.
En noviembre de 2023, la FSSP tenía 143 sacerdotes franceses.
La Hermandad Sacerdotal San Pedro gestiona seis escuelas privadas en Francia sin contrato. Una de ellos, el instituto Croix-des-Vents de Orne, acogió en 2019 la universidad de verano de identidades católicas, Academia Christiana, en torno a los temas de la "reconquista" ante el "gran reemplazo".

##### Tu es Petrus
El distrito de la hermandad de Francia ha publicado desde octubre de 1988 un boletín bimestral llamado Tu es Petrus que gradualmente se convirtió en una revista trimestral. En enero de 2007, la revista adoptó un nuevo formato con un modelo ahora en color. La revisión es publicada por la Société des Amis de la Fraternité Saint-Pierre con sede en Bourges.

## Distrito de habla alemana

### Historia
De 2003 a 2015, el padre Axel Maussen fue superior del distrito de habla alemana. En julio de 2015 fue sustituido por el padre Bernhard Gerstle.

## Instituciones educativas

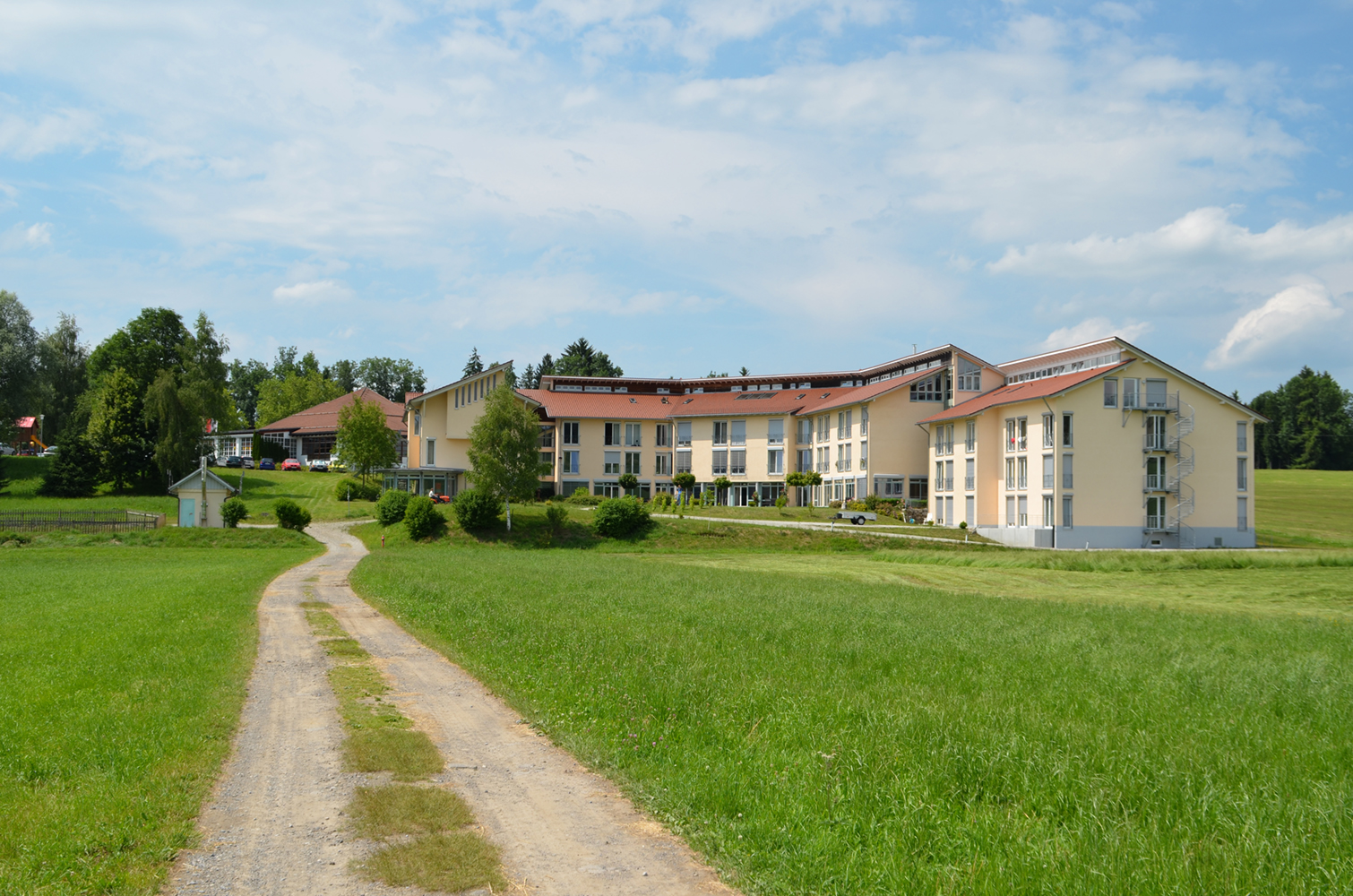
Seminario internacional en Wigratzbad (distrito de Lindau)

Para la formación de sus sacerdotes, la Hermandad cuenta con dos seminarios:
- El Seminario internacional de San Pedro en Wigratzbad-Opfenbach, Baviera, Alemania fundado en 1988, donde se forman principalmente seminaristas de habla francesa y alemana.
- El Seminario de nuestra Señora de Guadalupe en Denton, Nebraska, Estados Unidos fundado en 1994 dirigido a seminaristas de habla inglesa.

Adicionalmente cuenta con dos casas de formación para el primer año de formación de los seminaristas:
- Ezekiel House, situada en la ciudad de Sídney, Australia.
- La Casa Cristo Rey, situada en Guadalajara, México.[12]

## Hermandad Seglar de San Pedro
La Hermandad Seglar de San Pedro es una organización de laicos que desean apoyar el carisma de la Hermandad Sacerdotal de San Pedro, principalmente a través de la oración. Cuenta con 9546 miembros de diversos países del mundo.

## Miembros notables

### Superior general
| Apellido            | Duración  | Nota                                                                                      |
| ------------------- | --------- | ----------------------------------------------------------------------------------------- |
| Josef Meinrad Bisig | 1988-2000 | Exmiembro de la Fraternidad Sacerdotal San Pío X y cofundador de la Sociedad de San Pedro |
| Arnaud Devillers    | 2000-2006 | Designado directamente por Ecclesia Dei                                                   |
| John Marcus Berg    | 2006-2018 |                                                                                           |
| Andrzej Komorowski  | 2018–2024 |                                                                                           |
| John Marcus Berg    | 2024–     |                                                                                           |

### Otros miembros importantes
- Engelbert Recktenwald (* 1960)
- Martín Ramm (* 1971)[13]